# Dipolydora saintjosephi
Dipolydora saintjosephi är en ringmaskart som beskrevs av Eliason 1920. Dipolydora saintjosephi ingår i släktet Dipolydora och familjen Spionidae. Arten har ej påträffats i Sverige. Inga underarter finns listade i Catalogue of Life.